# Charles Statham
Pour les articles homonymes, voir Statham.
Charles Ernest Statham, né à Dunedin le 10 mai 1875 et mort à Wellington le 5 mars 1946, est un homme d'État néo-zélandais. « Généralement considéré comme l'un des meilleurs présidents » de la Chambre des représentants de Nouvelle-Zélande, il est le premier natif du pays à exercer cette fonction.

## Biographie
Fils d'un commis commercial, il étudie le droit et s'établit comme solliciteur en 1904 avant d'être appelé au barreau en 1906. Il est membre du conseil municipal de Dunedin de 1911 à 1915, et devient membre également de l'Association de Nouvelle-Zélande de football et de la Société pour la prévention de la cruauté envers les animaux. Aux élections législatives de 1911, il est le candidat du jeune Parti réformiste (conservateur) dans la circonscription de Dunedin-centre, en grande partie ouvrière, qu'il remporte face au député libéral sortant. Aux élections de 1914, il est battu à seulement huit voix de différence par un candidat social-démocrate. Il obtient un recompte des voix, qui le donne finalement gagnant à douze voix près en raison de l'invalidation de cent-seize voix due à une erreur de procédure d'un responsable de bureau de vote. Estimant que la victoire aurait donc dû revenir à son adversaire, Charles Statham démissionne et provoque une élection partielle, qu'il remporte cette fois de plus de cent voix.
Bien que membre du Parti réformiste, il exerce son mandat de député avec indépendance d'esprit. Il préside notamment une commission parlementaire qui, en 1917, critique l'absence de mesures prises par le gouvernement réformiste de William Massey contre l'accroissement du coût de la vie. Ayant tenté sans succès en 1918, avec d'autres députés, de créer un « Parti réformiste progressiste », c'est comme candidat sans étiquette qu'il est réélu aux élections de 1919. En 1921, il joue un rôle important dans la création de l'éphémère « Parti travailliste national progressiste et modéré » ; à la disparition de celui-ci, c'est à nouveau comme candidat indépendant qu'il est réélu député en 1922. Il est alors élu président de la Chambre des représentants, avec les voix de 61 députés contre 17 pour le travailliste James McCombs. Apprécié pour son impartialité, son sens de la diplomatie et sa fine connaissance des procédures parlementaires, il contribue durablement à clarifier et à définir celles-ci. Il est fait chevalier (Knight Bachelor) en 1926,.
Après presque treize ans à la présidence, il ne se représente pas aux élections de 1935 et retourne à sa carrière d'avocat à Wellington. Il est fait membre en 1936 du Conseil législatif, la chambre haute du Parlement de Nouvelle-Zélande, mais il n'y est pas très actif.